# Григорије Синаит
Преподобни Григорије Синаит је хришћански светитељ. Прозван је Синаитом јер се замонашио на  Синајској гори.
За време владавине цара Андроника Палеолога, око 1330. године, дошао је у Свету Гору, да обиђе манастире и сазна нешто о умној молитви и созерцању. Међутим ове две духовне делатности су биле у то време скоро непознате међу Светогорцима. Једини који је ово знао и до савршенства практиковао био је Свети Максим Капсокаливит. Григорије је живео на Атосу десет година, у скиту Малула, у пределу Филотејевског манастира. Григорије је раширио своје учење о умној молитви по свим келијама и манастирима Свете Горе. Његов знаменит ученик је био беше Калист патријарх Цариградски, који је и написао житије светог Григорија. Потом је Григорије 1340. године услед турских варварских упада, прешао у Македонију и у друге крајеве Балкана и основао обитељи (попут манастира званог „Скритнаја”), у којима су се монаси вежбали у молитви умом. Његови списи о умној молитви и подвижништву налазе се у књизи „Добротољубље” која је стекла велику популарност међу хришћанима. Између осталога написао је и припјеве Светој Тројици „Достоино јест”, који се пева на васкрсној полуноћници. Спада међу најзнаменитије хришћанске подвижнике и духовне учитеље на Балкану.
Српска православна црква слави га 7. априла и 8. августа по црквеном, а 20. априла и 21. августа по грегоријанском календару.